# Riksdag
Parlamentul Suediei (Riksdagen sau Sveriges riksdag în suedeză) este legislativul național și organul suprem de decizie al Suediei. Din 1971, Parlamentul suedez este unicameral și format din 349 membri (riksdagsledamöter în suedeză), aleși în mod proporțional pe o perioadă fixă de 4 ani (din 1994). 
Funcțiile constituționale ale Parlamentului sunt enumerate în Actul de Guvernare (Regeringsformen în suedeză), iar modul de funcționare intern ale acestuia sunt specificate în detaliu în Actul Parlamentului (Riksdagsordningen în suedeză). 
Palatul Parlamentului (Riksdaghuset în suedeză) suedez este sediul Parlamentului și se află pe insula Helgeandsholmen situată în partea centrală a Stockholmului. Parlamentul sub forma lui actuală își are originea instituțională în Parlamentul moșiilor, entitate feudală care conform tradiției s-a reunit pentru prima dată la Arboga în 1435. În 1866, ca urmare a unor reforme ale Actului de Guvernare din 1809, acea entitate a fost transformată într-un legislativ bicameral cu o cameră superioară (Första Kammaren) și o cameră inferioară (Andra Kammaren).
Cele mai recente alegeri generale au avut loc pe 14 septembrie 2014.

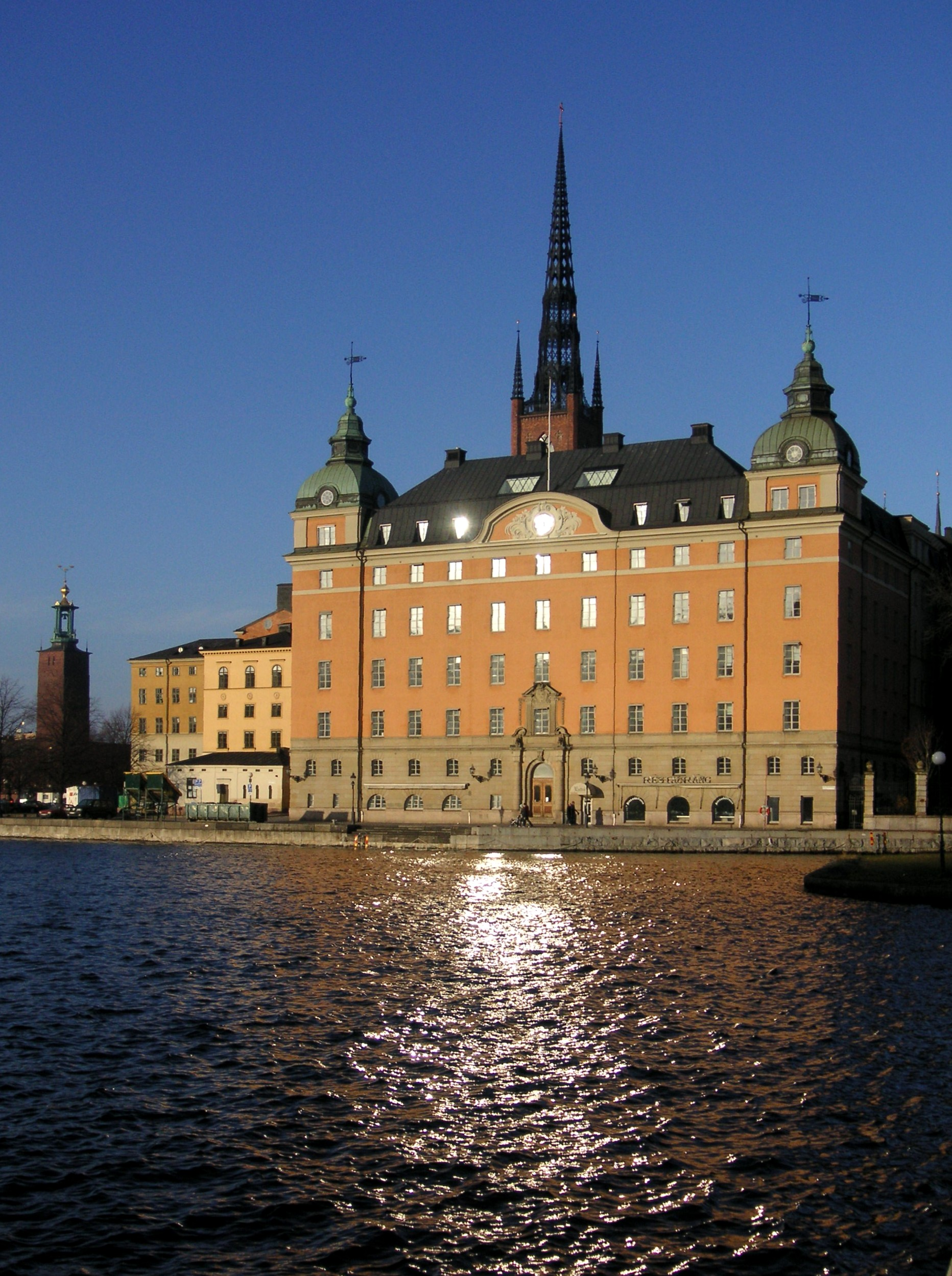
Vechiul Palat al Parlamentului, situat pe Riddarholmen a fost sediul Parlamentului între 1833 și 1905.

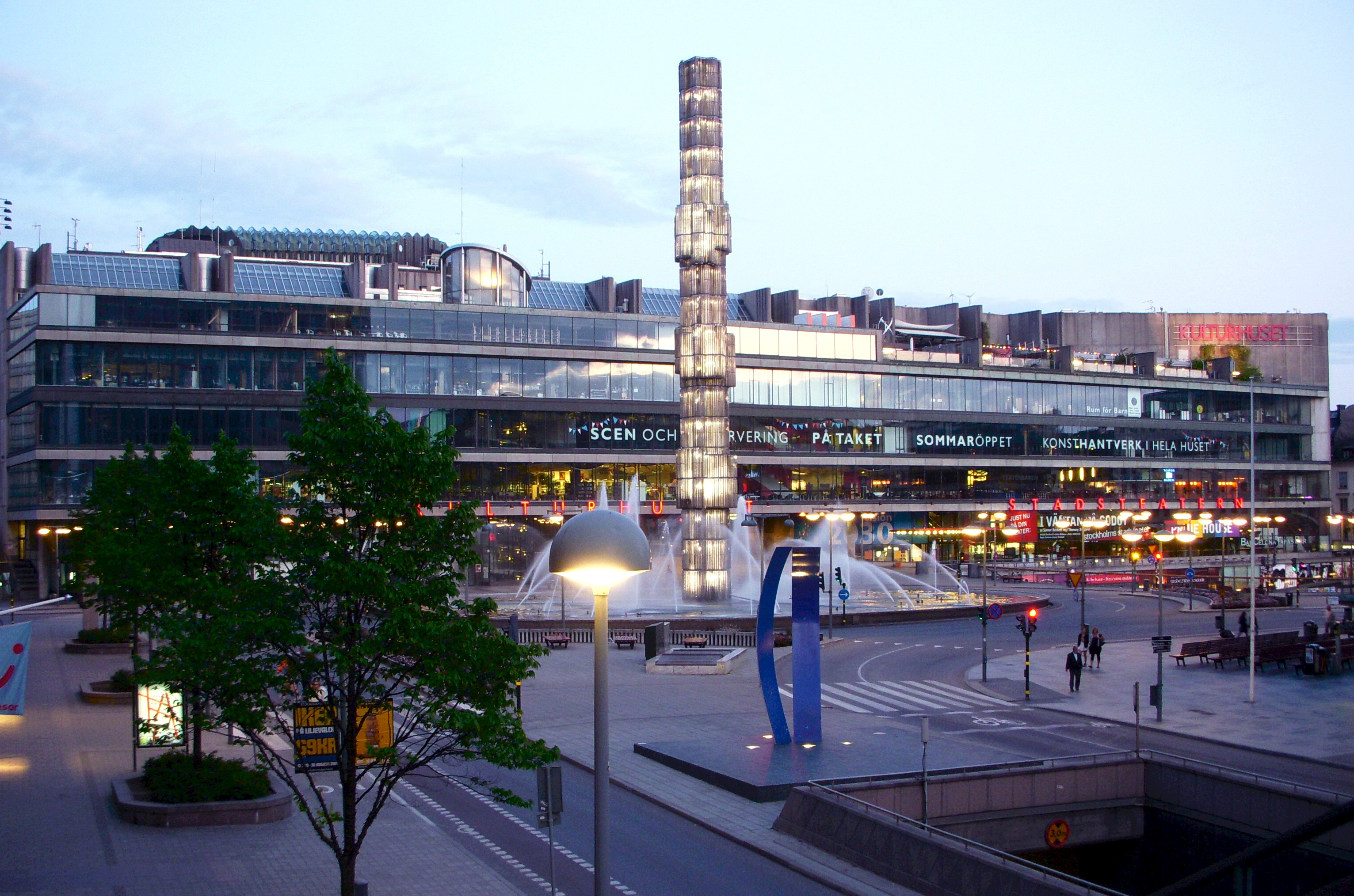
Casa de cultură (Kulturhuset) din Piața Sergel (Sergels torg) a fost sediul temporar al Parlamentului din 1971 până în 1983, în timp ce actuala clădire de pe insula Helgeandsholmen era în renovare

## Denumire
Cuvântul suedez riksdag, formă definită riksdagen, este un termen general pentru parlament sau adunare, dar este folosit de obicei doar pentru legislativul suedez și anumite instituții adiacente. Acest termen este folosit de asemenea și pentru a denumi Parlamentul finlandez, pe cel estonian Riigikogu, istoricul Reichstag și Parlamentul danez – Rigsdagen. 
În suedeza curentă, riksdagen nu se scrie cu majusculă.  Termenul este derivat din genitivul cuvântului rike, care se referă la puterea regală și din dag, însemnând dietă sau conferință, cuvântul de origine germană reichstag și cel danez – rigsdag sunt înrudite.

## Istorie
O adunare a nobilimii suedeze care a avut loc în 1435 în Ardoga se află la originea parlamentului suedez modern. Această organizație neoficială a fost modfificată în 1527 de către regele suedez Gustav Vasa astfel încât să includă reprezentanți ale celor patru stări sociale: nobilimea, clerul, burghezia (oameni de rând care dețineau proprietăți, de exemplu negustori) și țărănimea.
Această formă de reprezentare a statului federal a durat până în 1865, când Parlamentul bicameral a fost instaurat odată cu abolirea stărilor sociale. Acesta nu a devenit însă un parlament în sensul modern al cuvântului până în 1917, când sistemul parlamentar a fost instaurat în sistemul politic suedez.
La data de 22 iunie 1866, Parlamentul suedez a hotărât să se reconstruiască sub forma unui legislativ bicameral, fiind constituit din Första kammaren sau Prima cameră, alcătuită din 155 de membri și Andra kammaren sau A doua cameră, formată din 233 membri. Membrii camerei superioare au fost aleși în mod indirect de către consilieri municipali și județeni, în timp ce cei ai celei inferioare au fost aleși în mod direct prin sufragiu universal.
Această reformă a rezultat din nemulțumirile profunde legate de sistemul stărillor, care, în urma schimbărilor cauzate de începutul revoluției industriale, nu mai puteau reprezenta segmente considerabile ale populației.
Datorită unui amendament al Actului de Guvernare din 1809, alegerile generale din 1970 au fost primele efectuate pentru o adunare unicamerală cu 350 de posturi. Următoarele alegeri generale, care au avut loc în 1973, au oferit Guvernului susținerea din partea a doar 175 de membri, în timp ce opoziția era formată tot din 175 de membri. În câteva cazuri, s-a ajuns la egalitate de voturi, decizia finală fiind luată prin tragere la sorți. Numărul de posturi în Riksdag a fost redus la 349 începînd cu 1976, cu scopul de a evita repetarea unei situații de egalitate. 

## Autoritate și structură
Parlamentul deține funcțiile normale ale unui legislativ într-o democrație parlamentară. Adoptarea legilor, modificarea constituției și numirea guvernului sunt responsabilitatea parlamentului. 
În majoritatea democrațiilor parlamentare, un politician primește împuternicire de la șeful statului de a înființa guvernul.  În urma noului Act de Guvernare adoptat în 1974, această sarcină nu mai aparține șefului statului ci Președintelui Parlamentului. În cadrul noului Act de guvernare, amendamentele pentru a modifica Constituția trebuie aprobate de două ori, pe perioada a două perioade electorale succesive, cu alegeri generale organizate între ele. 
În total, Parlamentul numește un număr de 15 comisii, incluzând Comisia pentru Afaceri Constituționale. 

## Apartenență
Începând cu februarie 2013, 44.7% dintre membrii Parlamentului sunt femei. Acest procent plasează Suedia pe locul patru în topul țărilor cu cea mai mare proporție de femei în legislativ – prin urmare, Suedia are al doilea cel mai mare procent dintre țările dezvoltate și dintre cele cu democrații parlamentare.  În urma alegerilor din 2014, această cifră a scăzut, aflându-se astăzi la 43,5. Această schimbare s-a produs odată cu scăderea ponderii membrilor parlamentului liberali de sex feminin de la 42% la 26% (odată cu reducerea numărului de mandate dintr-o circumscripție la unul singur) și cu dublarea numărului de mandate ale Democraților Suedezi (deși aceștia și-au mărit numărul de parlamentari de sex feminin de la 3 la 8). Singurul partid cu o majoritate de sex feminin în Parlament est Partidul de stânga: 12 din 21 (în 2014).
Membrii Parlamentului sunt legislatori cu normă întreagă, cu un salariu de 56.000SEK ( în jur de 27.000RON) pe lună. Conform unui studiu al sociologului Jenny Hansson, săptămâna de lucru medie a membrilor Parlamentului este de 66 ore, incluzând responsabilitățile suplimentare. Ancheta lui Hansson raportează că un membru oarecare doarme în medie 6,5 ore pe noapte.
|  |

## Prezidiu
Prezidiul este constituit dintr-un Președinte și trei Vicepreședinți care sunt aleși pentru un mandat de 4 ani.

## Guvern
Președintele Parlamentului nominalizează un Prim-ministru (Statsminister în suedeză, care se traduce literalmente ca ministru al statului), în urma unor discuții cu diversele grupuri de partide. Nominalizarea este supusă apoi unui vot. Aceasta este respinsă (însemnând că Primul-ministru trebuie să găsească un nou candidat) doar dacă o majoritate absolută (175 de membri) votează împotrivă; în caz contrar, nominalizarea este confirmată. Aceasta înseamnă că Parlamentul își poate da consimțământul pentru un Prim-ministru fără niciun vot pentru. 
Odată ales, Primul-ministru numește miniștrii cabinetului și îi prezintă Parlamentului. Noul Guvern își preia funcțiile în urma unui consiliu special care are loc la Palatul regal, în fața Regelui și pe parcursul căruia Președintele Parlamentului îi anunță monarhului că Parlamentul a ales un nou Prim-ministru și că acesta și a ales miniștrii.
Parlamentul poate cere o moțiune de cenzură vizând oricare dintre miniștri, forțând astfel o demisie. O moțiune de cenzură are nevoie de o majoritate absolută (175 de voturi); în caz contrar, aceasta a eșuat.
Dacă o moțiune de cenzură este votată împotriva Primului-ministru, atunci întregul Guvern este respins. Guvernul dispune de o săptămână pentru a cere alegeri generale, altfel, procedura de numire a unui nou Prim-ministru este reîncepută. 

## Partide
Partidele politice din Suedia sunt redutabile, cu membri ai Parlamentului susținându-și partidul în voturi parlamentare. În cele mai multe cazuri, Guvernul poate dispune de suportul majorității din Parlament, permițându-i să controleze agenda parlamentară.
Nici un singur partid nu a câștigat o majoritate în Parlament din 1968. Prin urmare, partidele politice cu programe asemănătoare cooperează pe mai multe subiecte, formând coaliții guvernamentale sau alte alianțe formale. În Parlament există două grupuri parlamentare, grupul socialist/verde Roșu-Verzi și Alianța pentru Suedia – conservatoare/liberală. Cea de-a doua coaliție, care e formată din Partidul Moderat, Partidul Liberal, Partidul de Centru și Partidul Creștin-Democrat, a guvernat Suedia din 2006 până în marea majoritate a anului 2014 (printr-un guvern minoritar). Grupul Social-Democrat(Roșu)-Verde s-a destrămat pe 26 octombrie 2010, dar a continuat să fie considerat ca principala opoziție.
Democrații Suedezi nu sunt membri ai vreunui bloc, deși, conform agenției de știri Tidningarnas Telegrambyrå, aceștia susțin în mod frecvent Alianța. Cu toate acestea, Democrații Suedezi susțin ocazional Blocul Socialist, motivând această alegere prin faptul că cele două blocuri principale nu au preocupări legate de imigrare. 

## Alegeri
Toți cei 349 de membri ai Parlamentului sunt aleși în cadrul alegerilor generale care au loc odată la 4 ani. Este eligibil pentru vot orice cetățean suedez care a împlinit vârsta minimă de 18 ani în ziua alegerilor
Un procent minim de 4% este necesar pentru ca un partid să acceadă în Parlament, ori 12% în cadrul unei circumscripții. Odată cu alegerea membrilor Parlamentului, sunt aleși și supleanții acestora. În cazul alegerilor anticipate, membrii nou aleși ocupă pozițiile doar pentru restul celor 4 ani de mandat.

### Circumscripții și repartizarea națională a mandatelor
Sistemul electoral din Suedia este un sistem cu reprezentare proporțională. Dintre cele 349 de locuri în Parlamentul unicameral, 310 sunt mandate fixe, alocate celor 29 de circumscripții în funcție de numărul de persoane care au drept de vot în fiecare circumscripție. Celelalte 39 de mandate sunt mandate compensatorii și sunt folosite cu scopul de a corecta devierile de la distribuția națională proporțională care pot apărea atunci când se alocă mandatele fixe. Însă numai partidele care obțin cel puțin patru procente din voturile exprimate la nivelul național pot participa la distribuirea mandatelor. Cu toate acestea, un partid care obține un  număr mai mic de voturi participă la distribuirea mandatelor fixe în cadrul unei circumscripții în care acesta obține cel puțin 12 procente din voturile exprimate. 

### Alegerile din 2014
Ultimele alegeri generale au avut loc pe 14 septembrie 2014. Niciun partid nu a câștigat o majoritate absolută, dar coaliția de centru-stânga condusă de Partidul Social Democrat a devenit cea mai mare grupare politică, cu Partidul Moderat și alianța sa de centru-dreapta căzând pe locul al doilea. Cel de-al treilea partid este Democrații Suedezi, un partid descris în mod curent ca un partid „anti-imigrație”. Partidul Social Democrat a afirmat că va încerca să formeze un Guvern, însă că nu vor lucra cu Democrații Suedezi. Totodată, Fredrik Reinfeldt a anunțat că renunță la postul de lider al Partidului Moderat. 